# Juniperus deltoides
Juniperus deltoides — вид голонасінних рослин родини кипарисових (Cupressaceae).

## Біоморфологічна характеристика
Це вічнозелений дводомний кущ або дерево до 12 метрів заввишки, часто з пірамідальною кроною з прямовисних гілок. Кора від корицевого до коричневого кольору, відшаровується тонкими пластинками. Листки голчасті, 9–17 × 1.5–2.4 мм. Насіннєва шишка, дозріває на 2-й рік, куляста, від зеленого до темно-червоного кольору у процесі дозрівання, містить 3–5 насінин. 

## Поширення
Поширення: Албанія, Болгарія, Кіпр, Греція (у т. ч. Крит), Іран, Ірак, Італія, Україна [Крим], Ліван-Сирія, Північний Кавказ, Палестина, Румунія, Південний Кавказ, Туреччина, колишня Югославія.

## Галерея

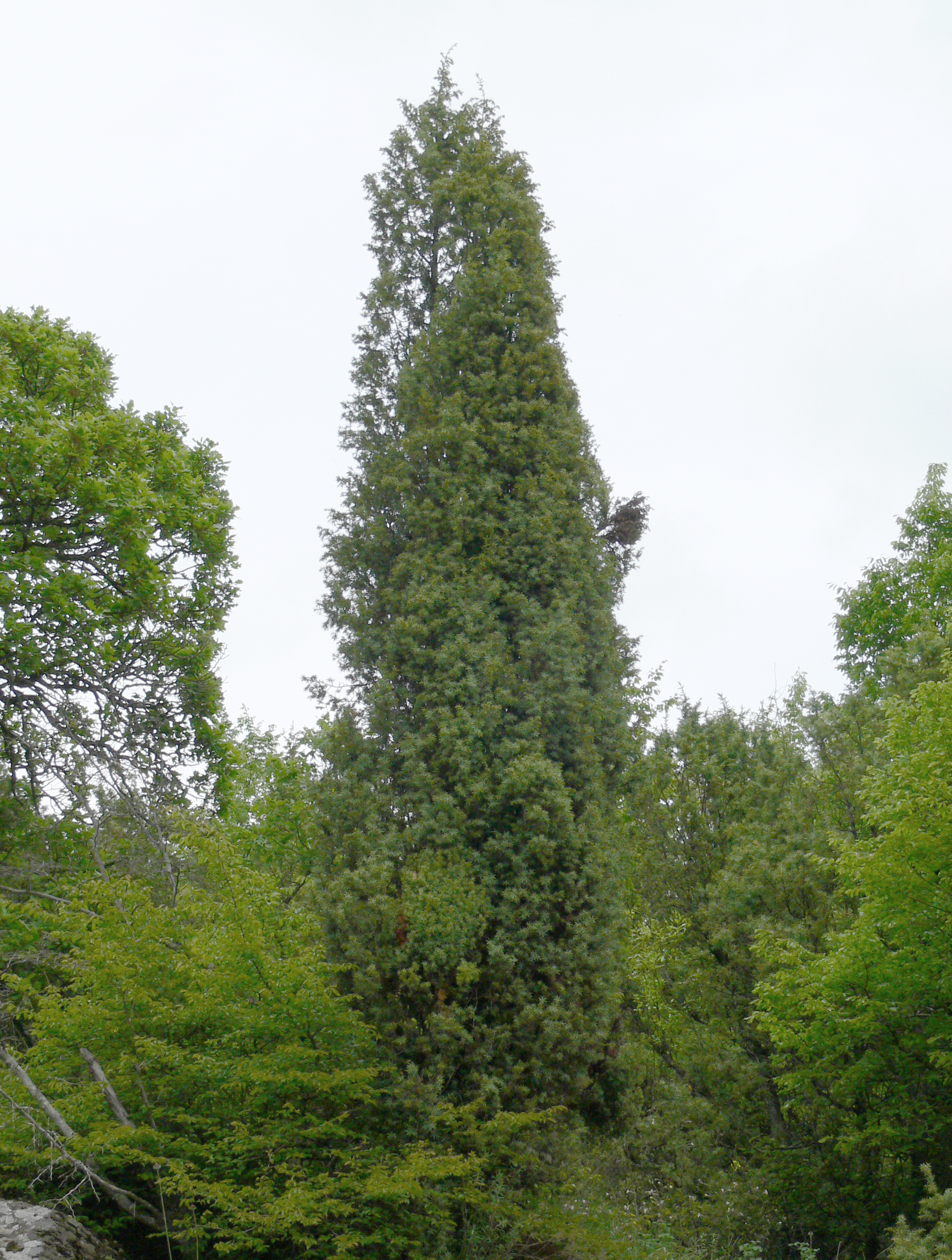
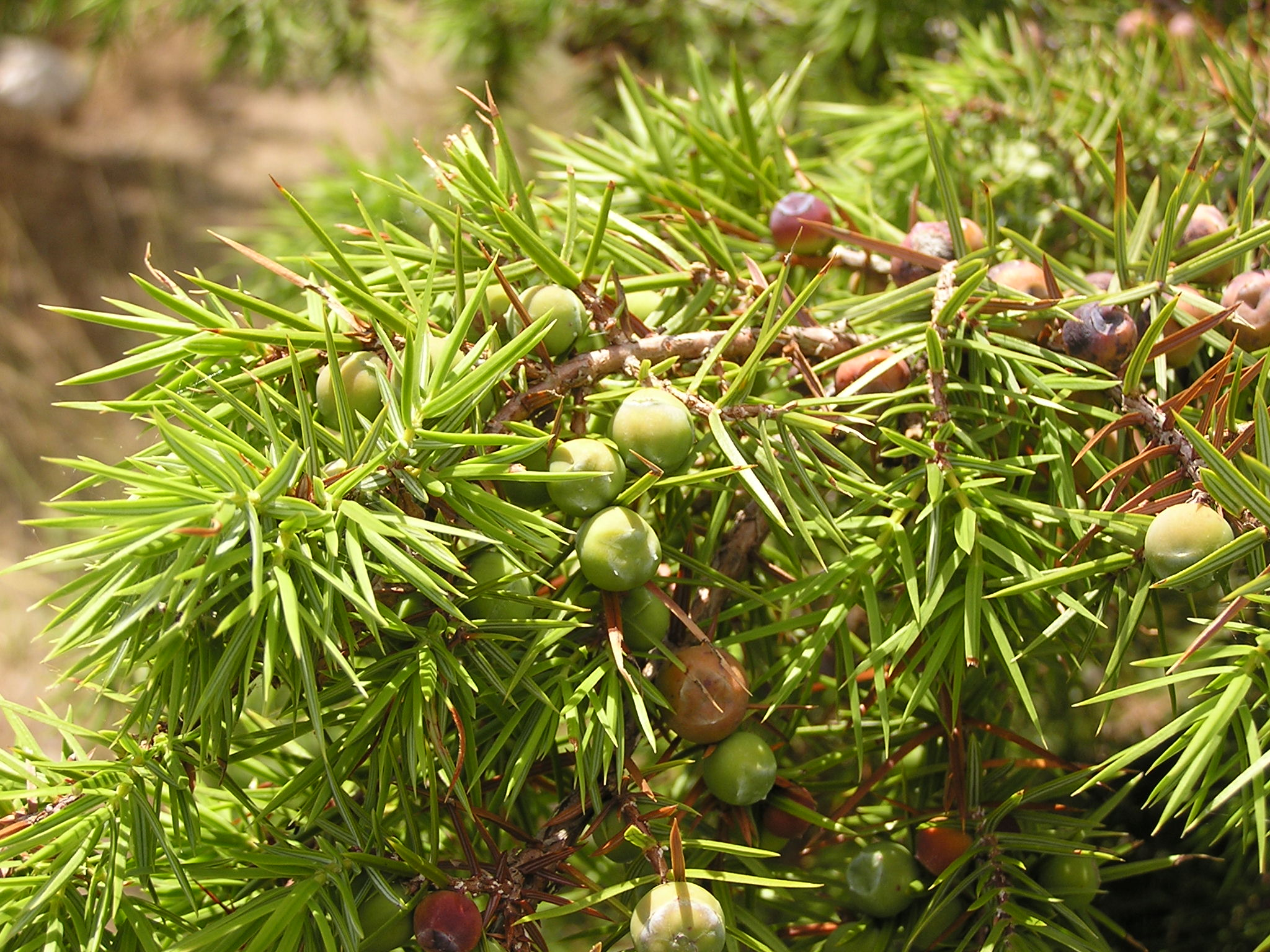